# Gmina Klenovnik
Gmina Klenovnik (chorw. Općina Klenovnik) – gmina w Chorwacji, w żupanii varażdińskiej. W 2011 roku liczyła  2022 mieszkańców.